# Stefán Karl Stefánsson
Stefán Karl Stefánsson (Hafnarfjörður, 10 de julio de 1975-Reikiavik, 21 de agosto de 2018) fue un actor cómico islandés conocido por interpretar a Robbie Rotten, antagonista de la serie de televisión LazyTown. Además de ser conocido mundialmente por este papel, tenía a cargo una fundación en contra del acoso escolar.

## Biografía
Stefán inició su carrera artística en compañías artísticas locales y de ahí pasó al Teatro Nacional de Islandia, en el que interpretó papeles protagonistas en adaptaciones de obras al islandés. 
Su debut en televisión llegó con la serie de RÚV y Viacom islandesa-estadounidense LazyTown en la que interpretaba al antagonista Robbie Rotten. Formó parte tanto de la serie original (2004-2007) como de la readaptación de 2013. Gracias a su papel en LazyTown, Stefán pudo trasladarse a Los Ángeles (Estados Unidos) y desarrollar su carrera artística con cursos de canto, esgrima, doblaje, comedia de situación y piano, así como el papel protagonista en la adaptación teatral de El Grinch. No obstante, desarrolló la mayor parte de su carrera en Islandia. 
Se casó con la actriz, presentadora de TV y productora Steinunn Ólína, con la que tuvo tres hijas y un hijo. Además, fundó Rainbow Children, una organización sin fines de lucro que buscaba concienciar sobre el acoso escolar.
En octubre de 2016 fue diagnosticado con cáncer de páncreas, y debido a que no podía costearse el precio de la intervención se abrió una cuenta en Go Fund Me para recaudar el dinero necesario. En junio de 2017, el actor hizo público que se encontraba en fase terminal. Varios usuarios de Reddit organizaron una campaña de micromecenazgo para pagarle el tratamiento. La campaña se popularizó gracias a varios youtubers que parodiaron el trabajo de Stefán en su canción We Are Number One, de LazyTown, que llegó a convertirse en un meme de Internet.
Aunque en agosto de 2017 aseguró haberse curado del cáncer, rechazó volver a someterse a cualquier terapia en caso de que éste reapareciera ya que el tratamiento había sido muy doloroso. Al año siguiente, en marzo de 2018, anunció que le habían detectado nuevos tumores. Después de dos años de tratamiento contra la enfermedad, Stefán falleció rodeado de amigos y familiares el 21 de agosto de 2018, a los 43 años.

## Filmografía

### Cine
- Áramótaskaupið (1994)
- Privacy (1995)
- Skaupið: 1999 (1999)
- Regina (2001)
- Áramótaskaupið (2001)
- Stella For Office (2002)
- Litla lirfan ljóta (2002)
- Áramótaskaupið (2002)
- Night at the Museum (2006)
- Jóhannes (2009)
- Thor (2011)
- Polite People (2011)
- Harry Og Heimir (2014)

### Televisión
- Lazy Town (2004-2008; 2012-2014)
- Titch and Ted Do Maths (2015)
- Cars Can Fly (2000)
- Car Mechanic Sketches for Eurovision (2000)
- Angel No. 5503288 (2000)
- God Exists... and Love (1999)
- Baking Trouble (1998)

### Teatro
- Dr. Seuss' How the Grinch Stole Christmas! The Musical — Worcester, Massachusetts y Appleton, Wisconsin (2015)[15]
- Dr. Seuss' How the Grinch Stole Christmas! The Musical — Baltimore y Boston (2008), Los Ángeles (2009), y North American tour (2010-14)[15]
- Life x 3 de Yasmina Reza (2002-03)
- Noises Off de Michael Frayn (2002-03)
- Cyrano de Bergerac de Edmond Rostand (2001-02)
- Singin' in the Rain de Comden, Green, Freed y Brown (2000-01)
- The Cherry Orchard de Antón Chéjov (2000-02)
- Stones in His Pockets de Marie Jones (2000-01)
- Glanni Glæpur í Latabæ de Magnús Scheving y Sigurdur Sigurjónsson (1999-2000)
- A Midsummer Night's Dream (1999-00)
- Little Shop of Horrors (1999-2000)
- 1000 Island Dressing de Hallgrímur Helgason (1999-00)
- Ivanov de Antón Chéjov (1998-99)
- Palace of Crows de Einar Örn Gunnarsson (1998-99)
- The Jungle Book de Rudyard Kipling (1997-98)

### Voz
- Anna and the Moods (2006)
- The Lost Little Caterpillar